# Mary Jiménez
María de la Luz Jiménez Chabolla, conocida artísticamente como Mary Jiménez o Mari Jiménez, es una cantante mexicana del género ranchero, apodada «La Folklórica Sexy» por su sensual voz. Ha grabado discos con sellos importantes como Discos GAS y Discos CBS.

## Biografía
Nació en Salamanca, Guanajuato, México, y es la menor de las cuatro hijas (son siete hermanos en total) de Jesús Jiménez Cervantes (1904-1971) y María de Jesús Chabolla Peña (1907-1993). Sus hermanas mayores son las cantantes Guillermina Jiménez Chabolla «Flor Silvestre» y Enriqueta Jiménez Chabolla «La Prieta Linda».
En 1979, grabó el álbum Quédate con él para la compañía discográfica mexicana Discos GAS (actualmente Discos Orfeón). «Quédate con él» y «Silencio corazón», dos canciones de este disco, también se editaron en un sencillo de 45 RPM.
En 1983, grabó el álbum No recuerdas, bien mío para Harmony Series (un sello discográfico de Discos CBS). Este disco fue producido por la compositora y directora artística María Guadalupe «Lupita» Ramos, con arreglos de Román Palomar y Raúl Fuentes.

## Discografía
- Quédate con él (GAS, 1979)
- No recuerdas, bien mío (Harmony [CBS], 1983)